# Cantona
Cantona es un importante sitio arqueológico ubicado en el oriente de México, específicamente en el estado de Puebla, cerca de la frontera con el estado de Veracruz.
Fue una de las ciudades mesoamericanas con mayor grado de urbanización, probablemente fundada hacia el final del período preclásico tardío. La época de su mayor apogeo corresponde al período epiclásico, es decir, al período en el cual Teotihuacán dejó de ser el principal centro de poder en la región del Altiplano Central y pequeños estados regionales rivalizaban entre sí por el control de las distintas rutas de comercio. Cantona fue uno de estos centros regionales, y controlaba los recursos de la Sierra Madre Oriental.
Asentada sobre un malpaís, la ciudad basó su economía en su posición estratégica para supervisar el tránsito por el valle de Serdán, así como en la extracción, la artesanía y el comercio de obsidiana. Se considera uno de los centros urbanos más grandes descubiertos a la fecha en Mesoamérica. Las ruinas incluyen una red de caminos de más de 500 calles adoquinadas, más de 3 mil patios individuales o residencias, más de 24 juegos de pelota y una acrópolis muy elaborada con muchos edificios y templos ceremoniales. Cantona fue abandonada tras las invasiones chichimecas en el siglo XI.

## Historia del sitio

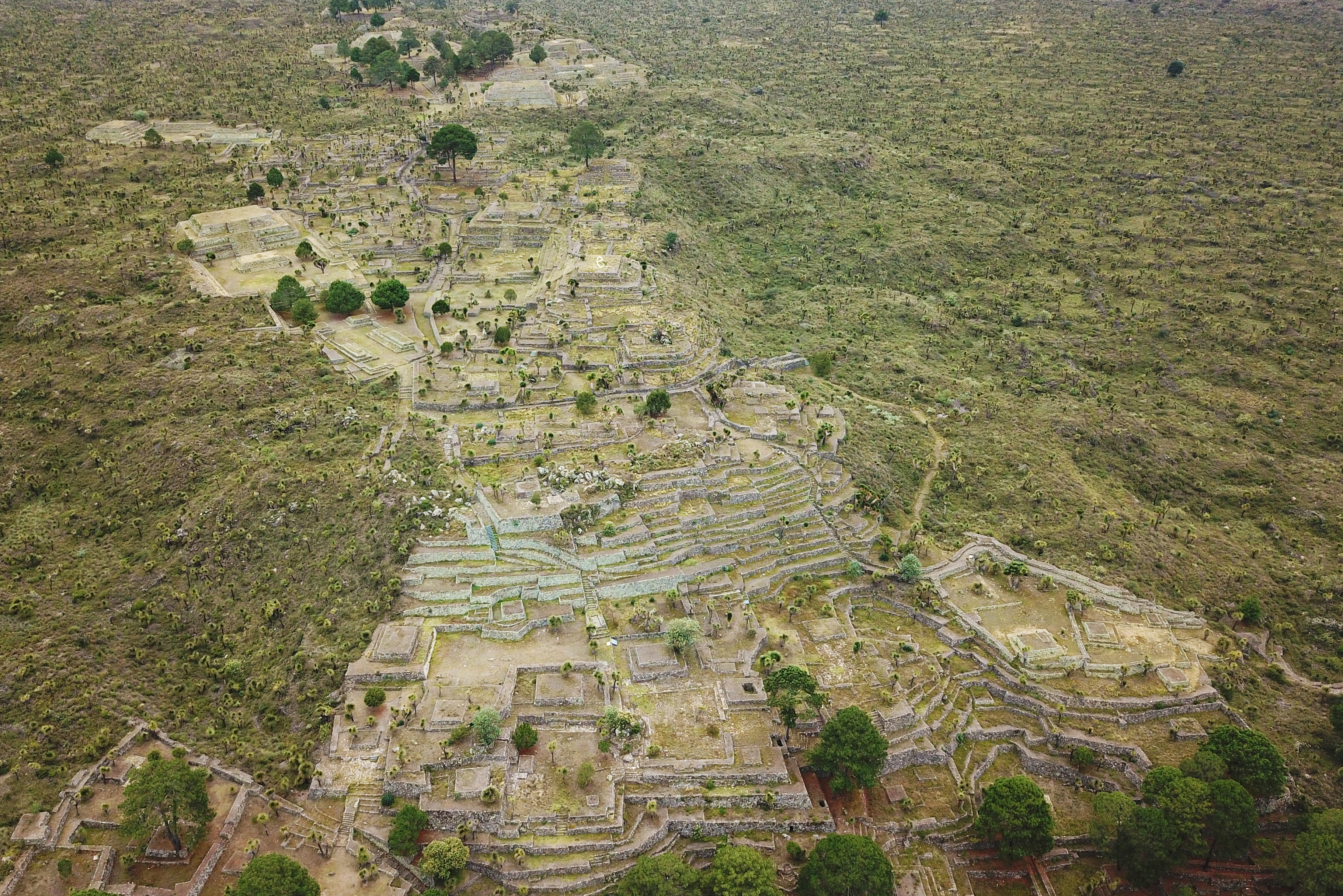
Cantona. Cortesía de e.dronism

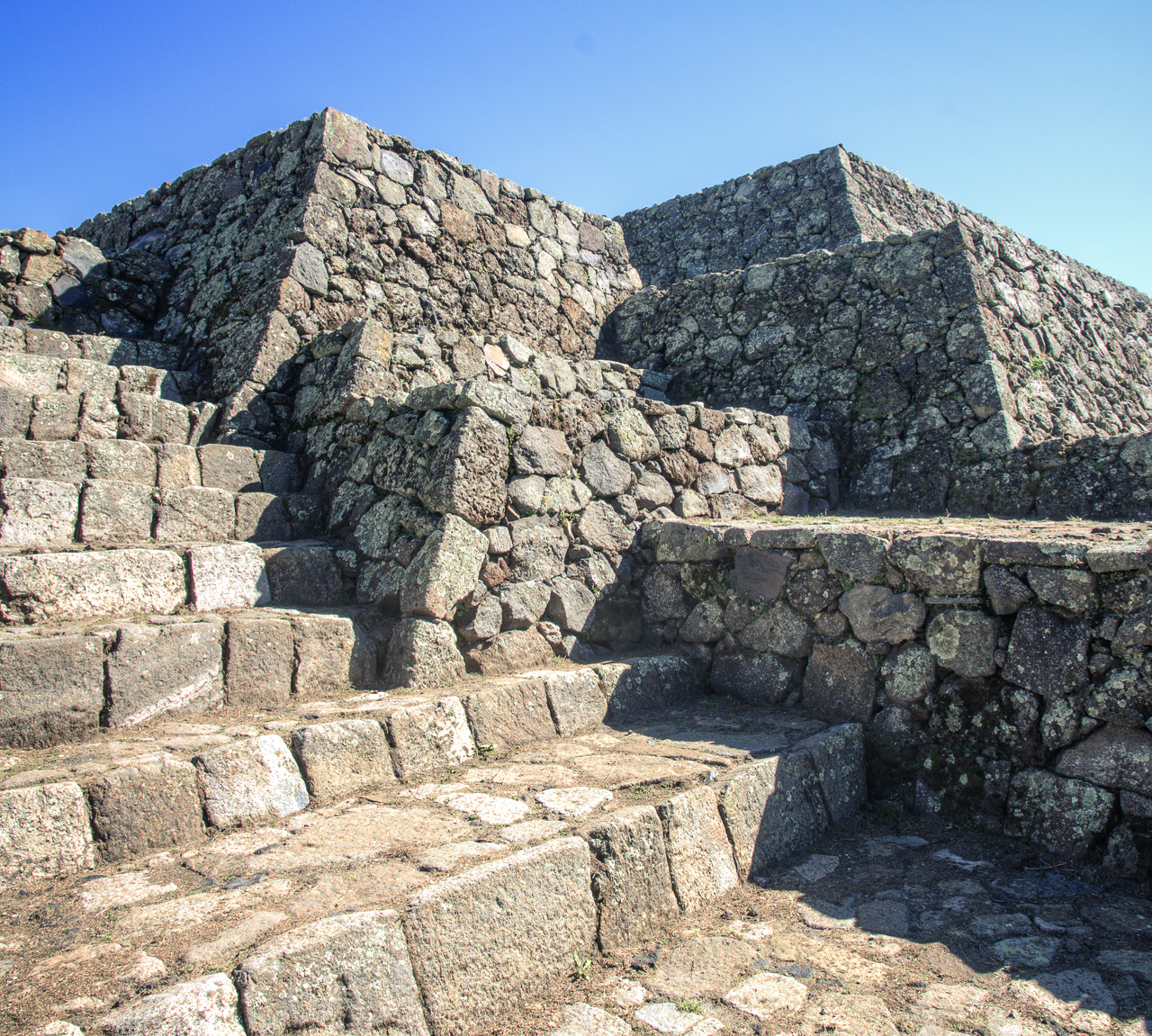
Detalle del trabajo en piedra.

Henri de Saussure pudo haberla descubierto en 1855. Nicolás León Calderón, con base en lo publicado por Saussure, visitó la zona a principios del siglo XX e hizo una completa descripción de las estructuras.
En 1938, Paul Gendrop visitó el sitio y determinó que Cantona ocupa una extensión de 15 kilómetros  cuadrados y opinó que había numerosos recintos rectangulares de 20 a 30 metros de largo por 12 a 20 metros de ancho, delimitados por gruesas paredes de piedra, bastante rectas y bien conservadas.
En 1958, Eduardo Noguera hizo estudios tentativos de la cerámica y construcciones y la ubica, cronológicamente, en el periodo Preclásico (200 a 100 a. C.), lo que coincide con la información de entonces.
En 1980, con base en fotografías aéreas, la arqueóloga Diana López de Molina hizo un croquis del sitio y se hicieron sondeos estratigráficos, para proponer una cronología tentativa a la ocupación de la zona.[cita requerida] Los estudios hacen suponer que esta ciudad prehispánica fue ocupada desde el Preclásico Superior (200 a. C.) hasta el Clásico Temprano (0 a 200 d. C.), lo cual haría de ella una de las ciudades más antiguas de México.
El auge de Cantona probablemente ocurrió entre los años 600 y 1000 d. C., y coincide con la caída de las principales urbes del horizonte Clásico. Existen opiniones de que pudo haber afectado a Teotihuacán, al obstruir rutas de comercio de la costa al Altiplano.

## El sitio

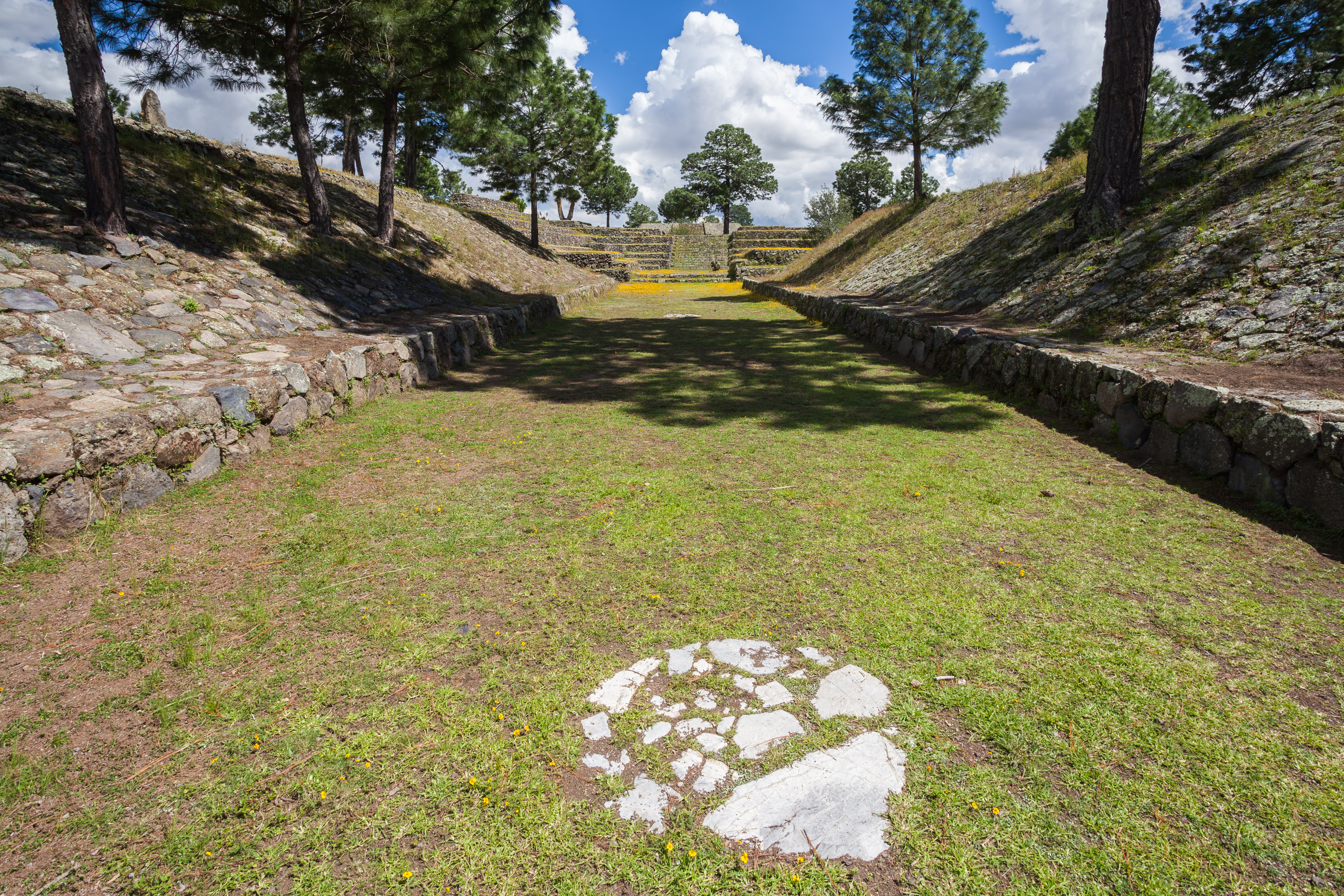
Cancha de juego con el marcador del juego de pelota en primer plano.

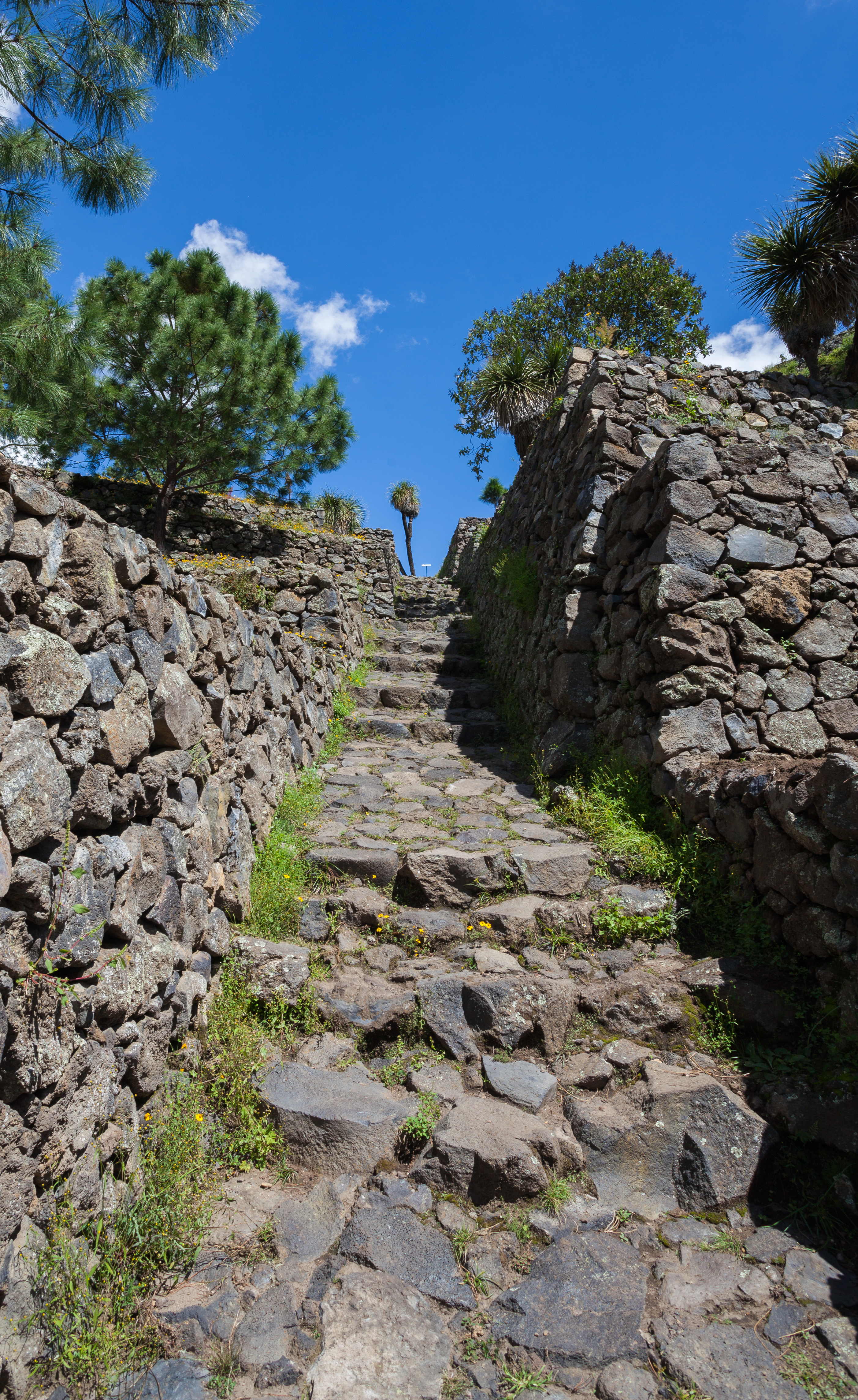
Camino con peldaños.

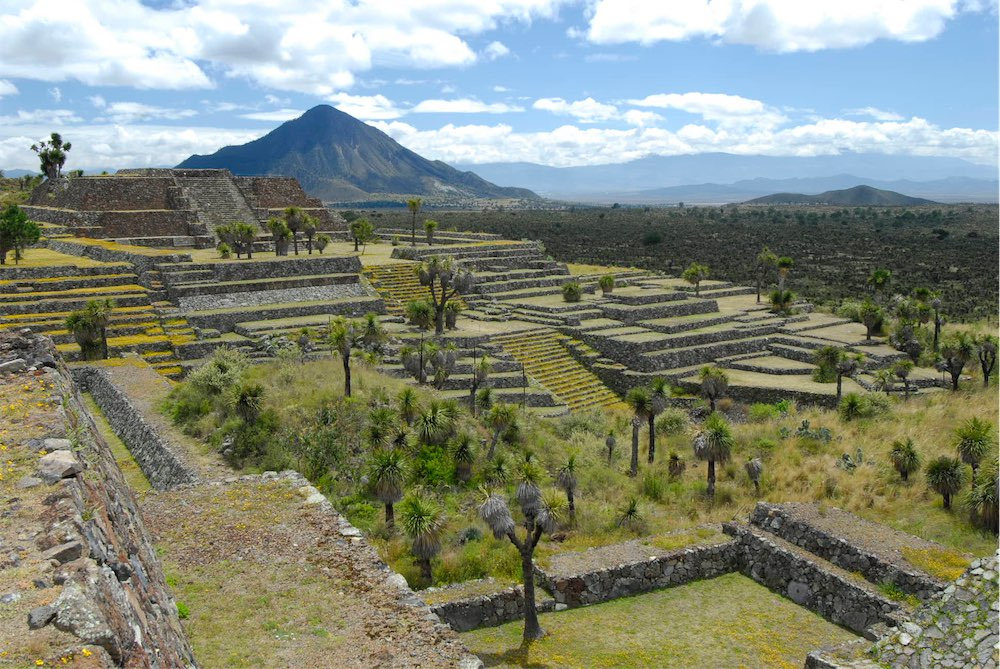
Vista de la zona arqueológica, con el Cerro Pizarro al fondo.

El sitio consiste en múltiples patios (50 x 40 metros y más grandes); se han encontrado lugares de trabajo (obsidiana y cantera), lo que establece una división y especialización del trabajo de sus habitantes. De acuerdo con García Cook, la población civil probablemente habitó las zonas bajas, la gente con algún rango social las intermedias, y la clase superior habitó la parte superior, donde se ubican los templos, juegos de pelota y viviendas.
Existen evidencias que sugieren que los patios eran lugares de residencia para grupos familiares; hay una gran cantidad, en el sector V hay 620 patios y 997 montículos. En la arquitectura no existe restos de estuco, probablemente se usó arcilla (lodo) para unir la roca volcánica; también se usó la técnica de sobreponer piedra, para construir las bardas, callejones, plataformas y otras estructuras. El sitio tiene dos grandes calzadas prehispánicas (más de 1 km); estas avenidas están enmarcadas por altos y gruesos muros hechos de piedra volcánica, además de calles de acceso a patios y áreas ceremoniales, lo que permitió control de accesos; esta ciudad-fortaleza tiene un foso perimetral de protección contra intrusos.
Se han localizado estructuras ceremoniales, como juegos de pelota, hay más de 24; doce de ellos tienen un estilo especial (denominado “tipo Cantona”), integrado por estructuras alineadas, con pirámides, plazas, altares y otras estructuras.
Por sus características y el tamaño, se estima que Cantona pudo haber sido una de las ciudades más urbanizada en el hasta ahora conocido mundo mesoamericano prehispánico.
La superficie del asentamiento prehispánico ocupa unos 12 km², distribuidos en tres unidades, de las cuales, la mayor es la del sur, con cinco km² de superficie. En Cantona han sido descubiertos veinticuatro canchas de juego de pelota, más que en ninguna otra ciudad mesoamericana así como una serie de pequeñas pirámides. La mina de obsidiana de Zaragoza se encuentra cerca. Posee una acrópolis, elevada con respecto al resto de la ciudad en la que fueron construidos los principales edificios de la ciudad. Ahí residía la élite gobernante y los sacerdotes, y se encontraban los templos de las deidades más importantes de sus ocupantes.
Se ha hecho poco trabajo arqueológico de investigación y rescate en el sitio, y probablemente solo se puede ver cerca del 10 por ciento, tal vez menos. Existen opiniones que aseguran que únicamente se ha rescatado el 1 por ciento.
Estos importantes edificios fueron hechos por medio de roca grabada; para erigirla, se puso una piedra encima de otras sin cobertura de estuco o Mortero usado en su construcción. Se estima que tuvo una población de aproximadamente 80,000 habitantes durante el pico de su poder. Dependía de comercio e intercambio con otras zonas. Existían algunos esfuerzos agrícolas. Parecía existir un plan urbano muy bien definido y calles amuralladas interconectando todas las áreas de la ciudad. La calle principal, llamada Calle Primera, tiene 563 metros de longitud. Se ve muy similar a lo que pudo ser hace 1,000 años. Esta ciudad lejana está rodeada por terrenos secos y áridos y con muchas haciendas viejas. La ciudad fue abandonada 300 años antes de la llegada de los españoles. Se cree que fue poblada por los Toltecas.

## Origen
Aún es un misterio qué cultura construyó y habitó esta ciudad, aunque se piensa que su principal actividad económica probablemente era la fabricación de artículos de obsidiana y su comercio, por tratarse de un material muy codiciado. Se han identificado 27 canchas de juego de pelota.
La ciudad en general es asimétrica, una característica que hace de ella una urbe única en Mesoamérica. Se piensa que tuvo limitaciones de agua, lo cual no impidió el desarrollo impresionante de esta ciudad. La Plaza de la Fertilidad, llamada así por las esculturas fálicas descubiertas (hay dos hachas votivas), es considerada un importante hallazgo. Se estima que la caída de Cantona ocurrió entre 950 al 1000, y que en 1100 fue abandonada totalmente. Se desconocen las causas del abandono de esta ciudad.

## Sobre el nombre
Las controversias sobre el origen de este sitio empiezan con el nombre. Oficialmente se conoce como Cantona, regionalmente incluso como Caltonac, que pareciera provenir del náhuatl calli, casa, y tōnatiuh, sol, "casa del sol". Esta etimología es improbable, no obstante, ya que contraviene las normas lingüísticas del náhuatl.

## Galería de imágenes

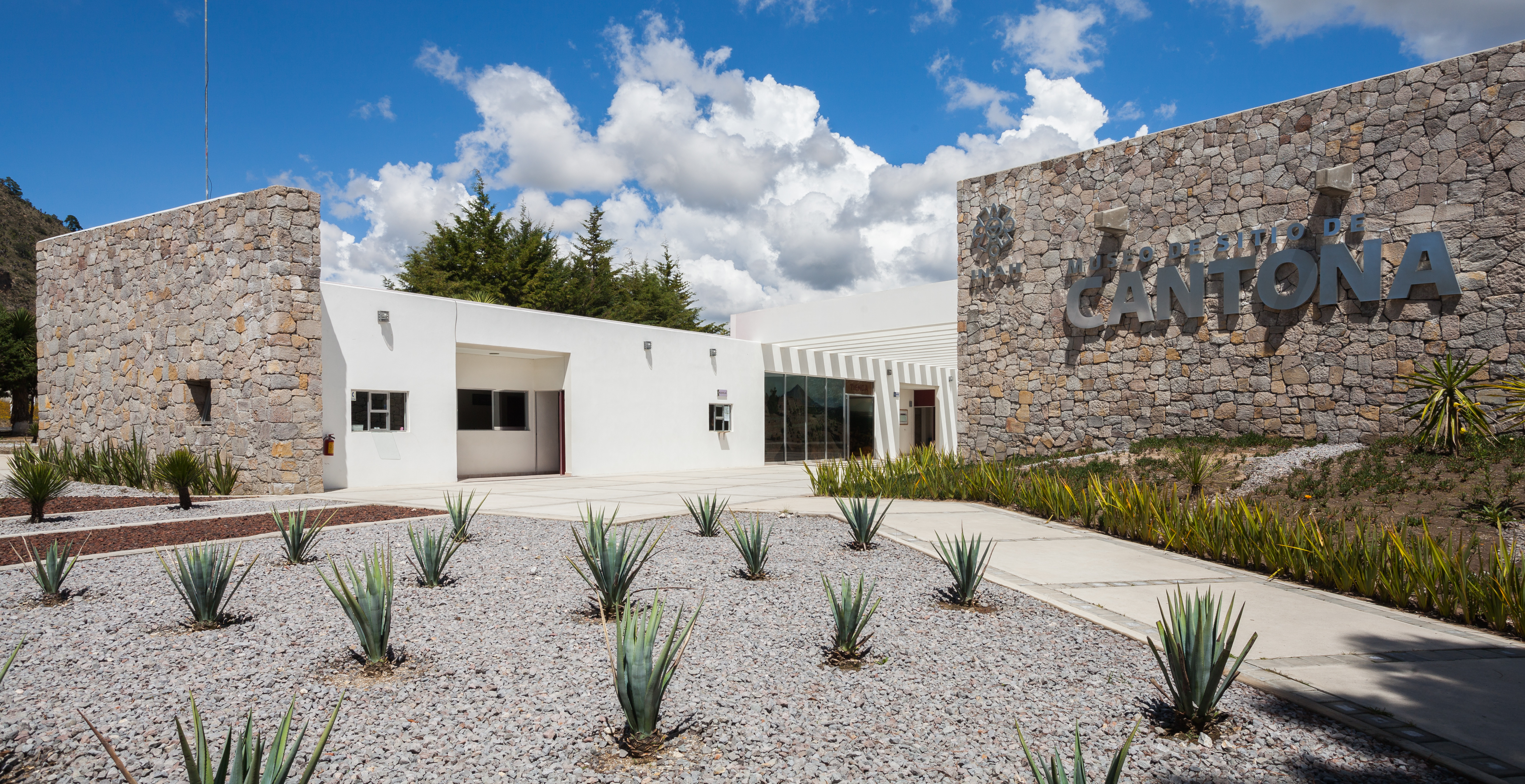
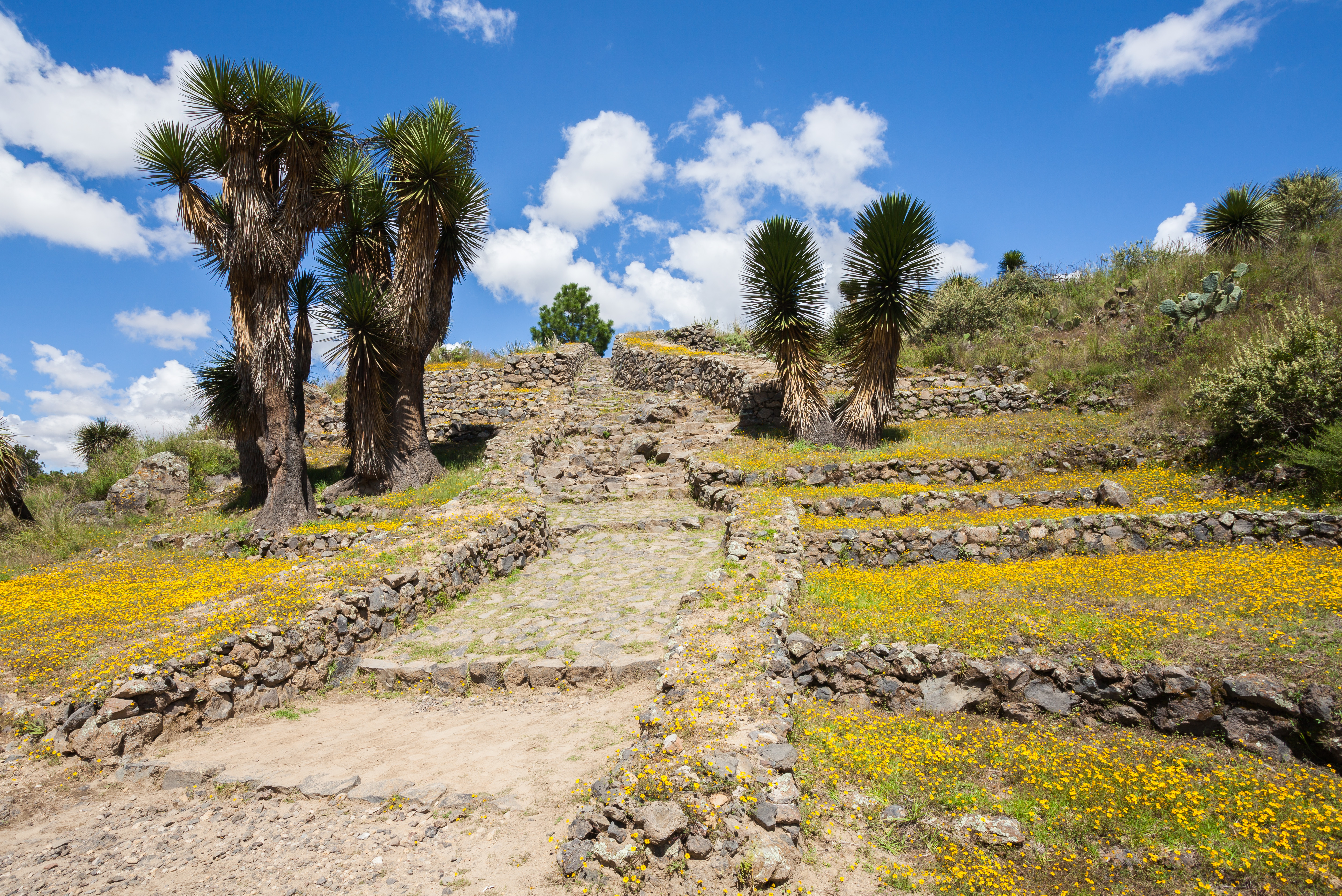
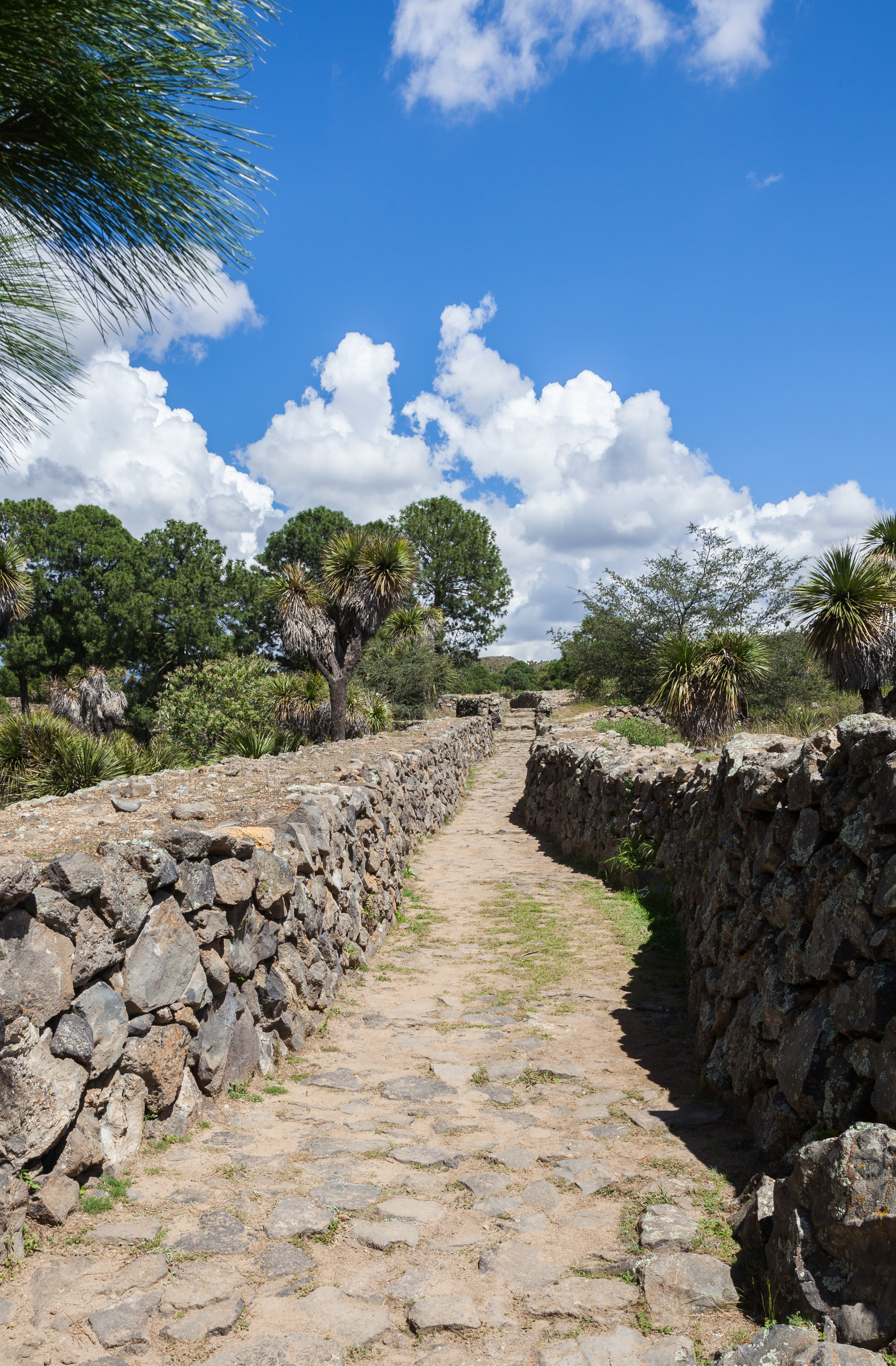
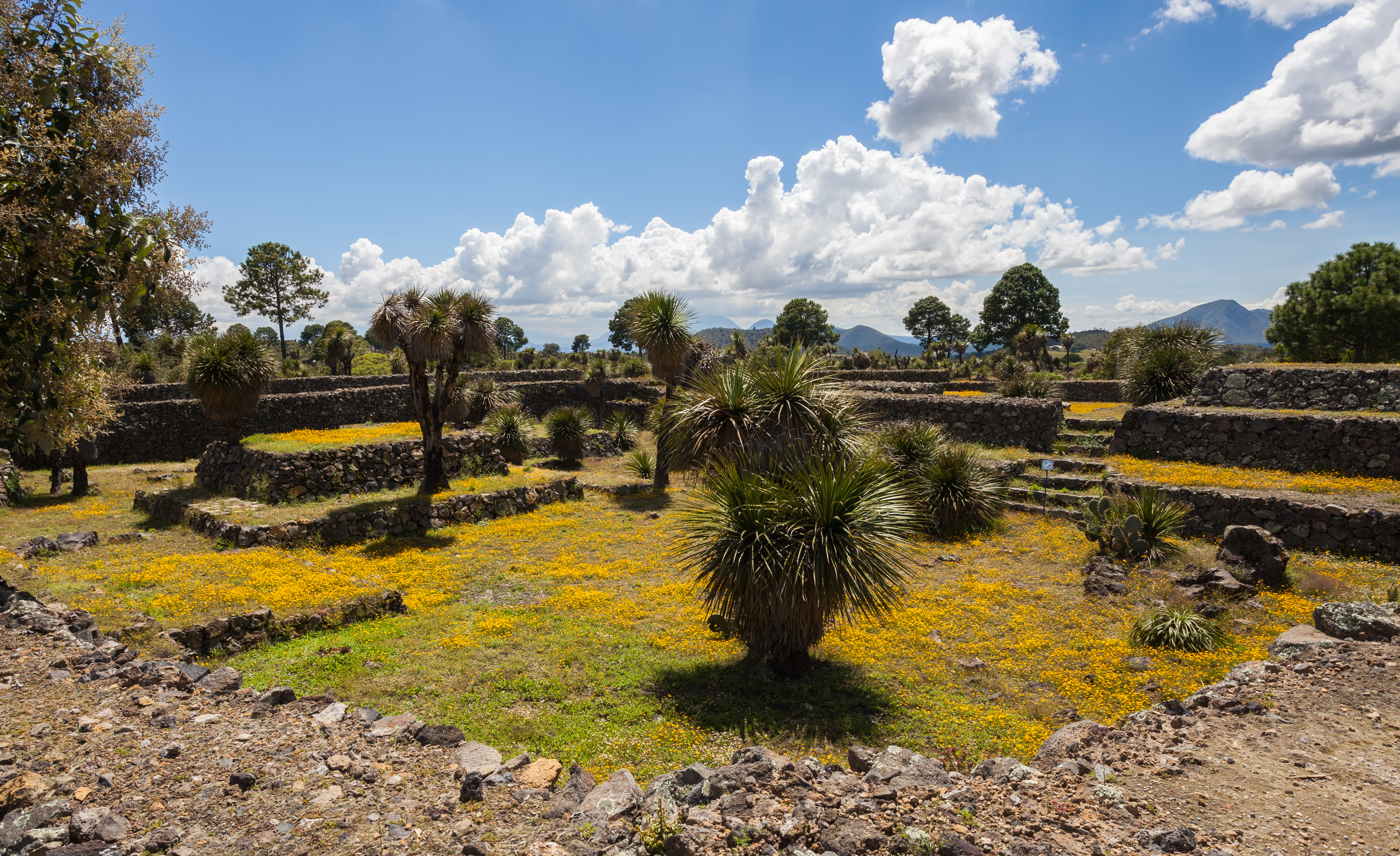
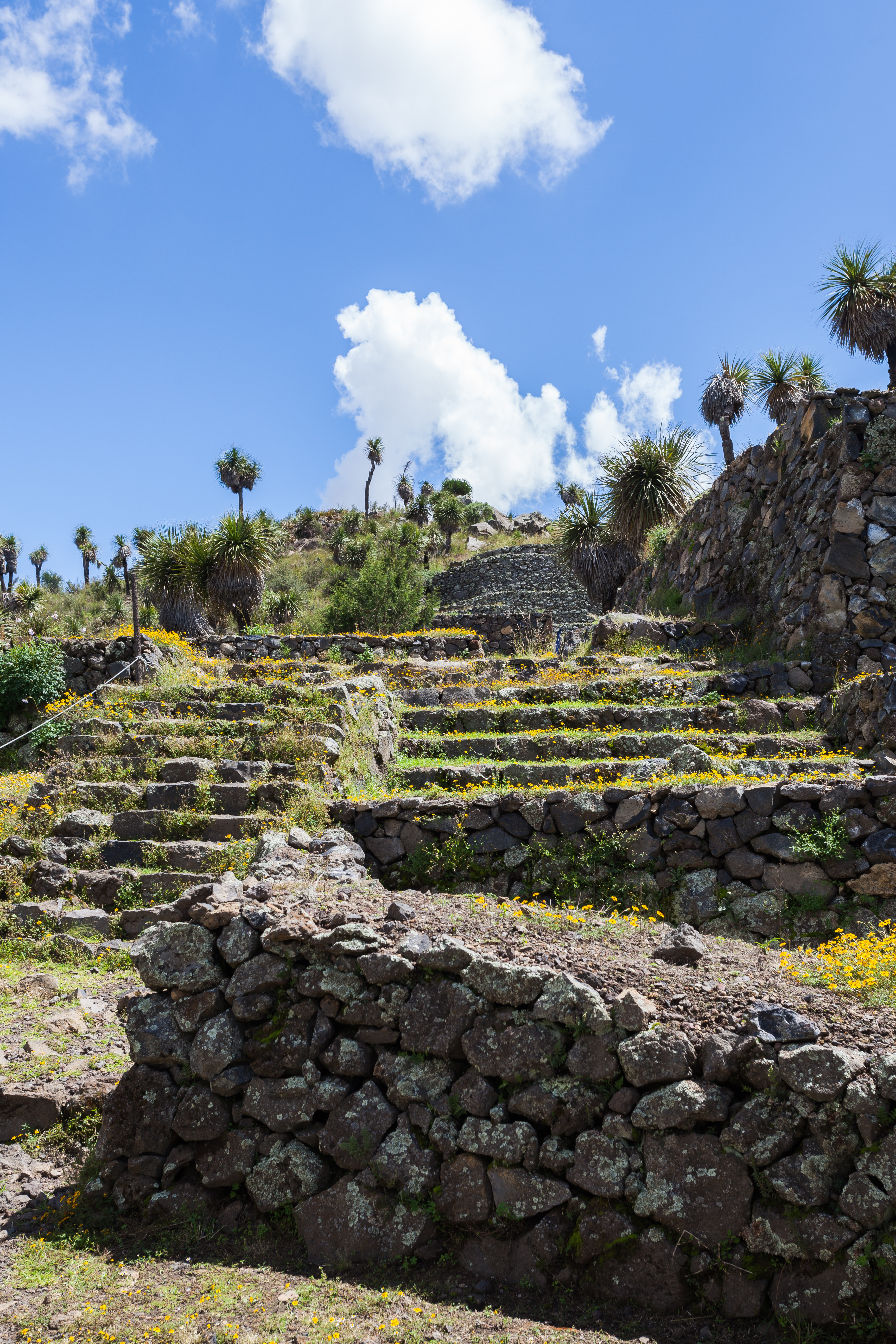
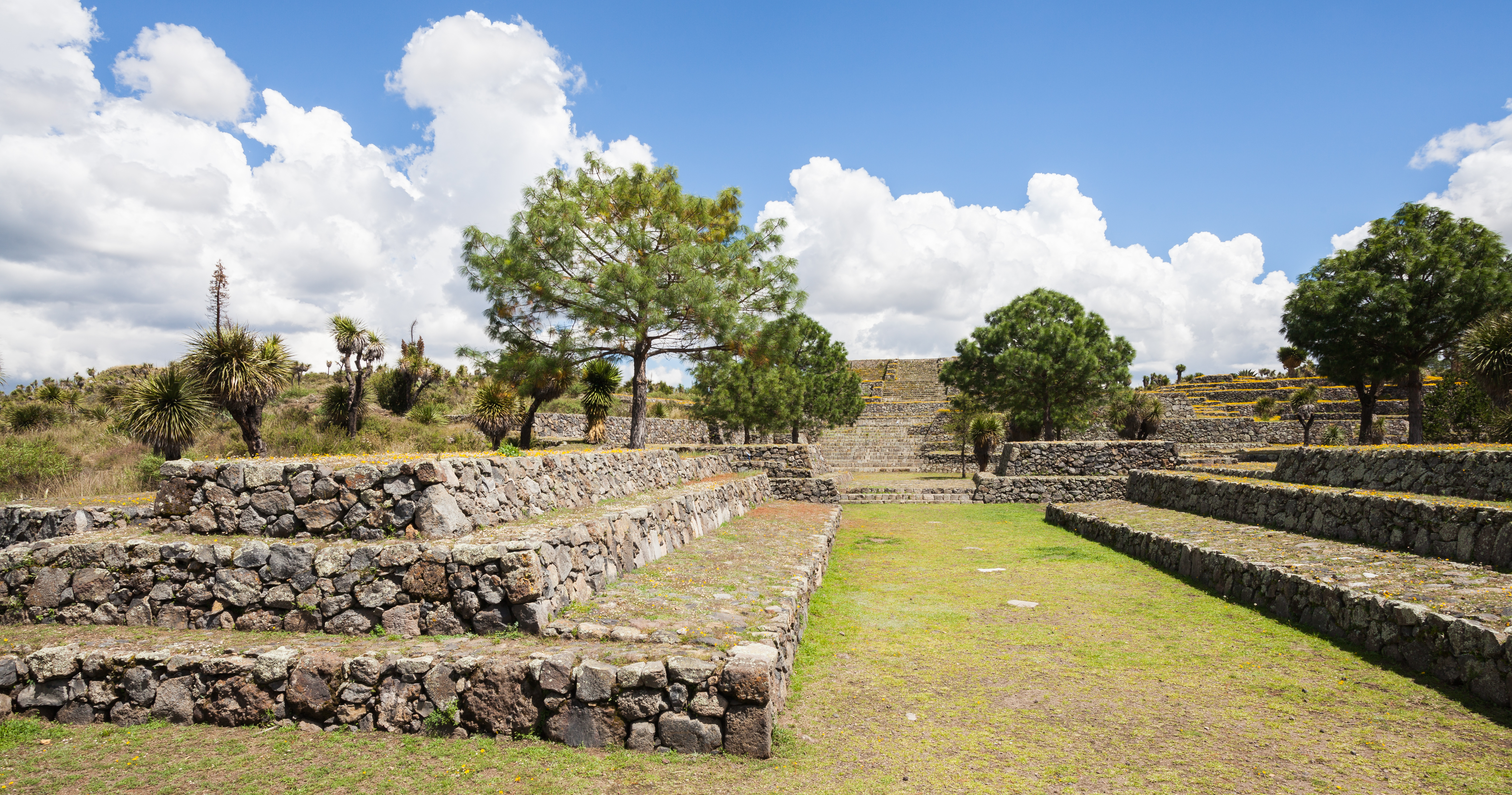
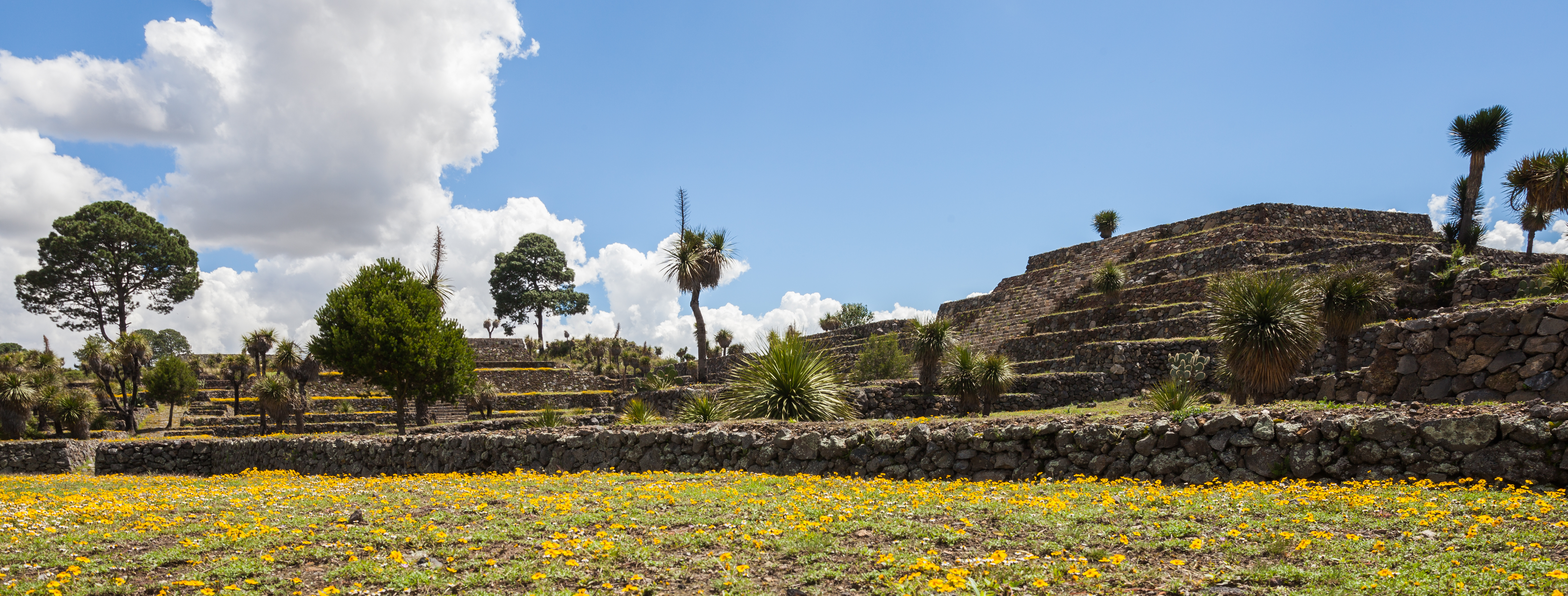
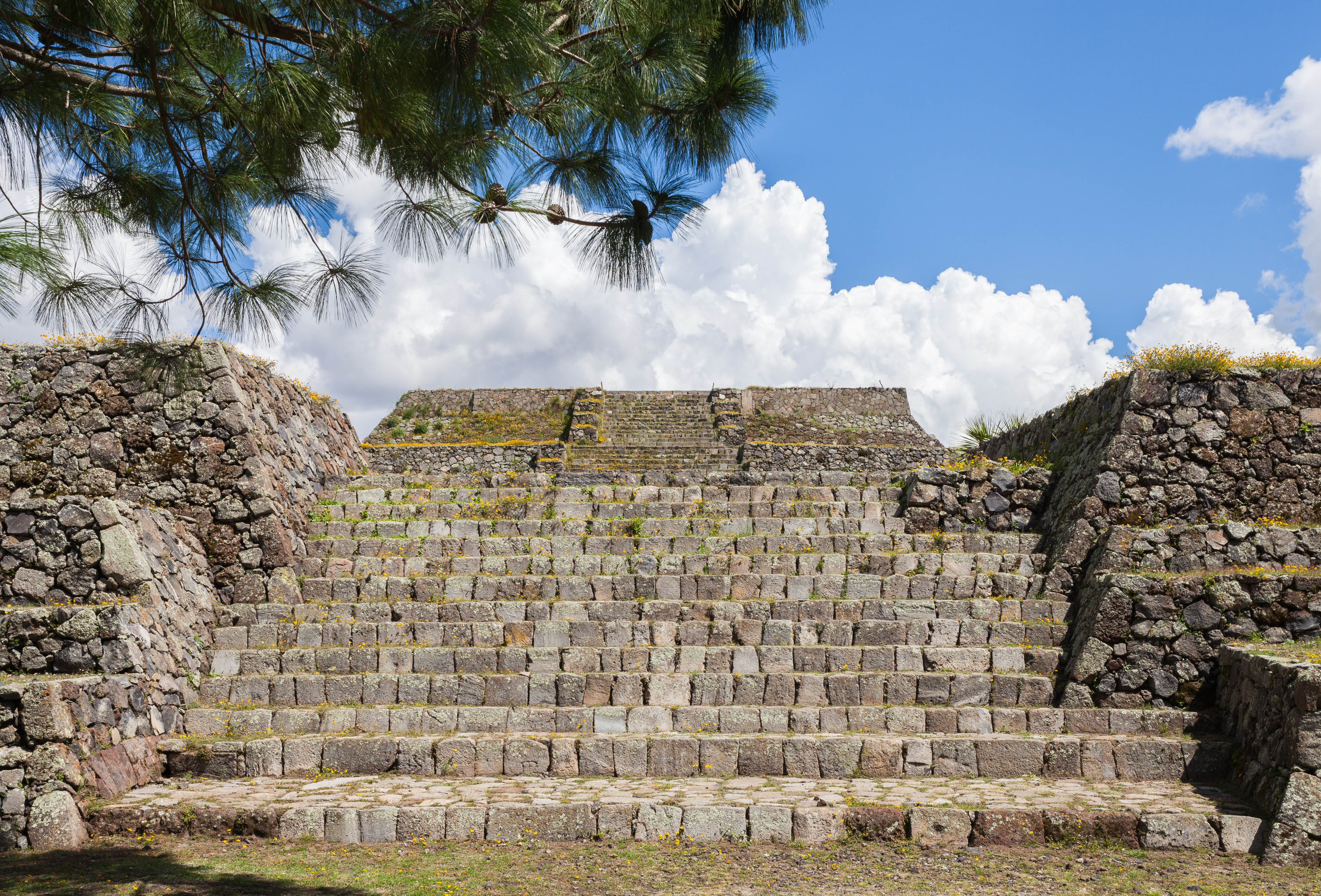
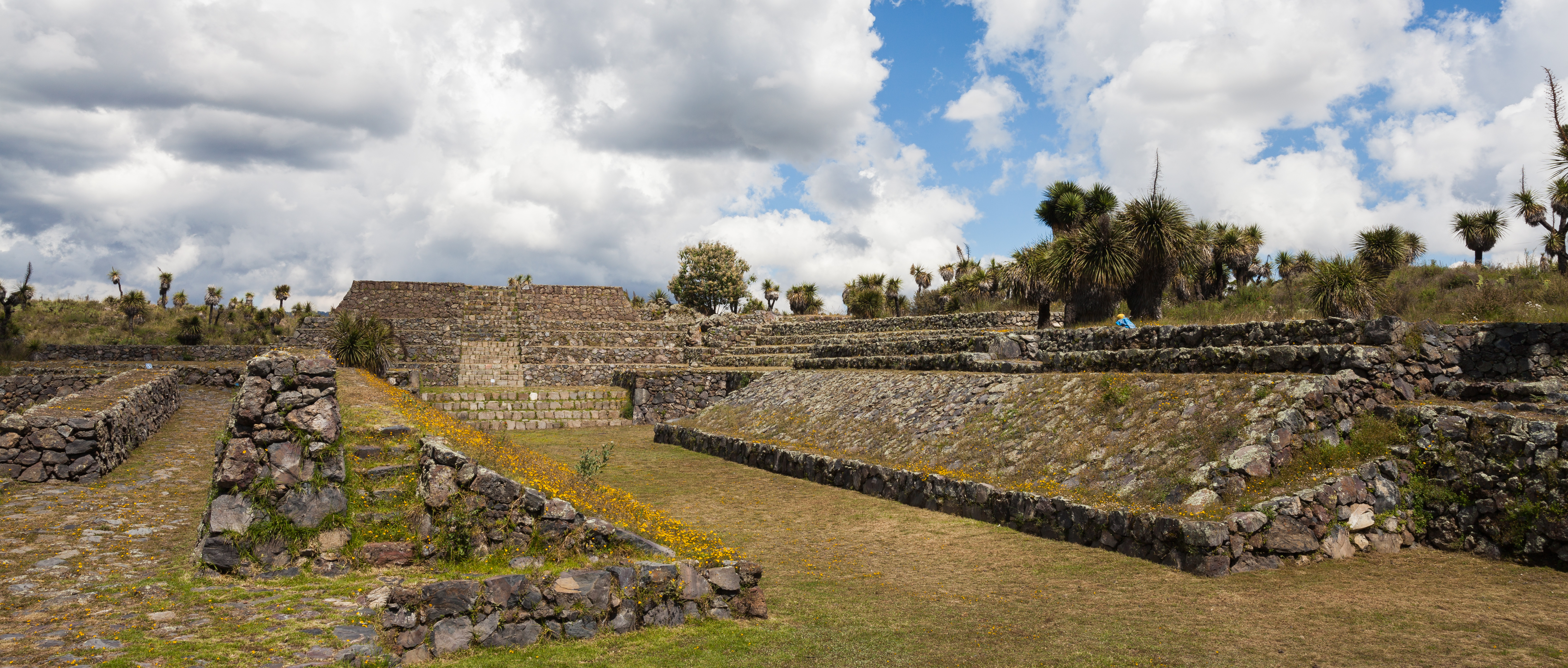
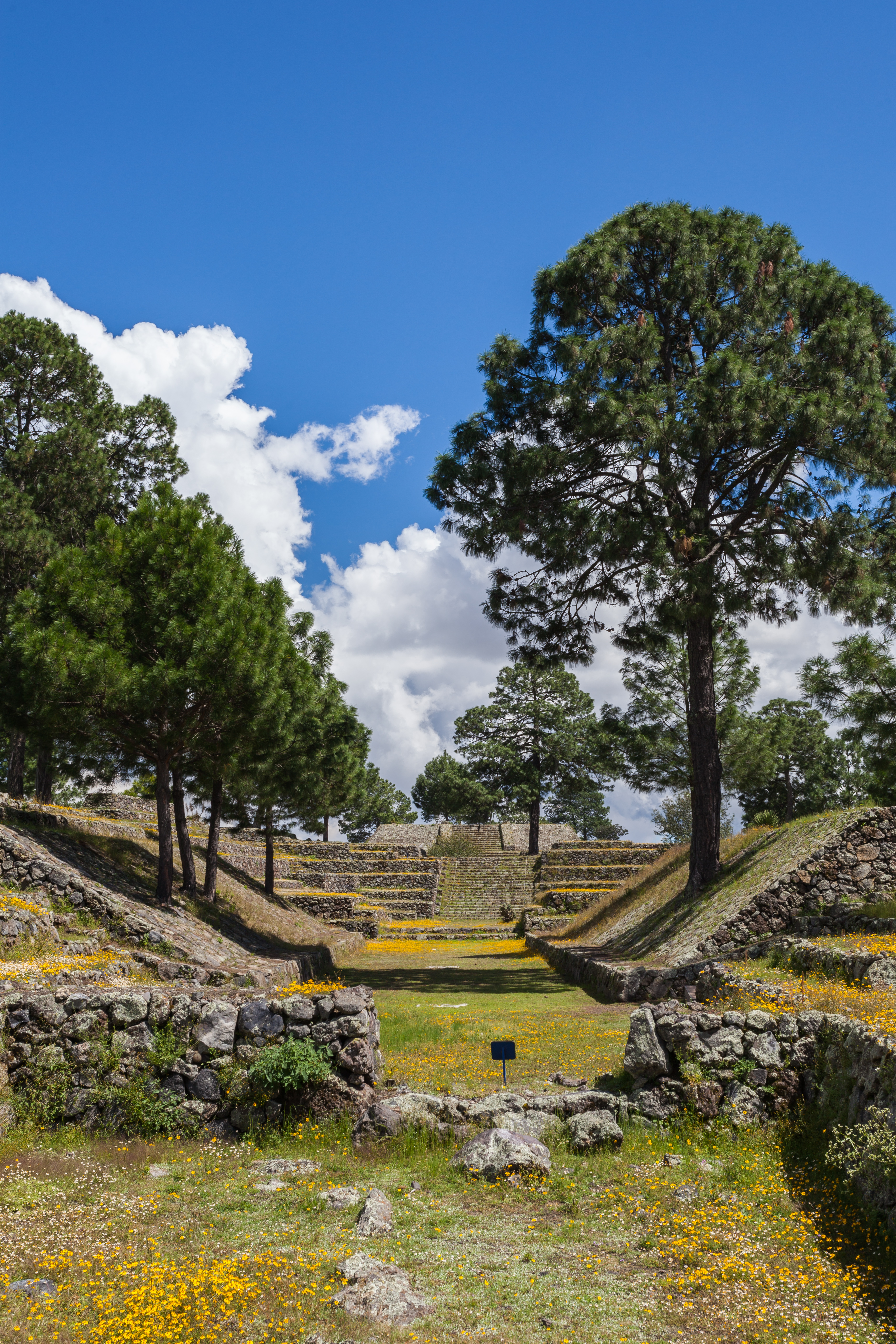
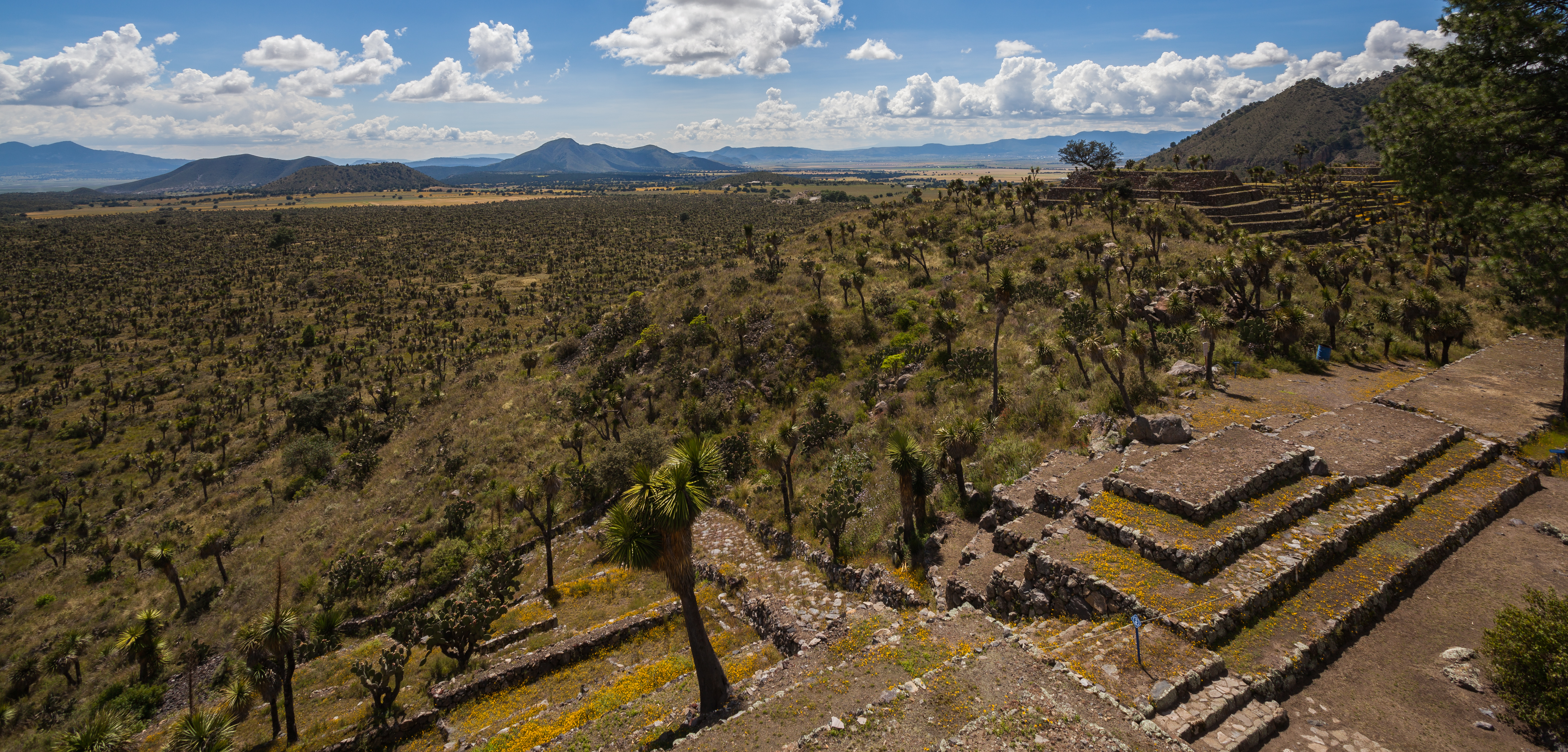
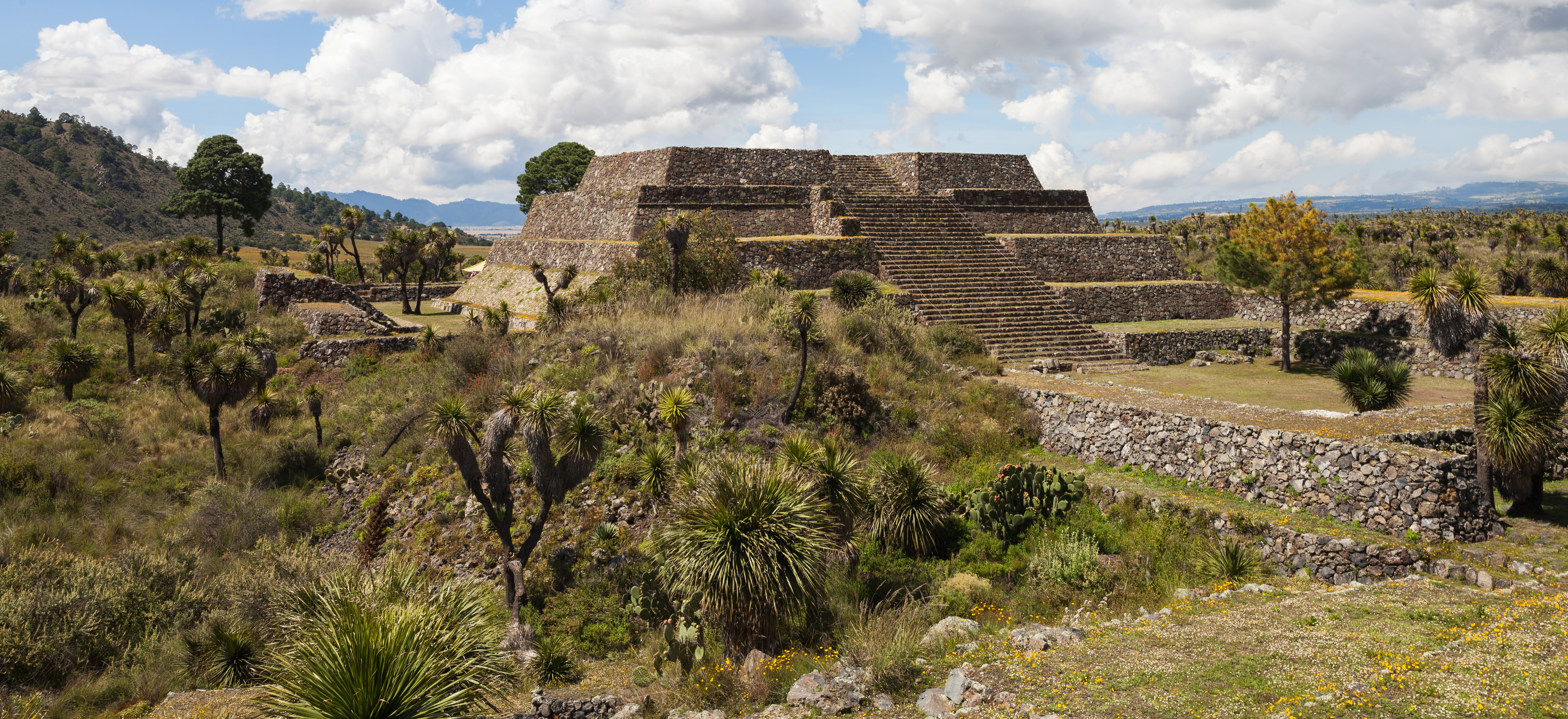